# Katarina Wingqvist Ekholm
Katarina Wingqvist Ekholm, född 13 juni 1949, är en svensk jurist som var lagman i Södertälje tingsrätt från 2008 till 2016.
Wingqvist Ekholm utsågs till rådman i Stockholms tingsrätt 12 november 1992.. Den 29 maj 2008 utnämndes hon till lagman i Södertälje tingsrätt, en tjänst hon lämnade sista april 2016.